# Alembik

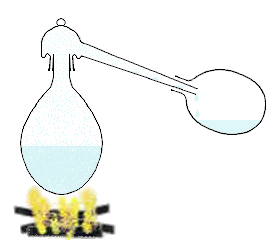
Destilace s pomocí alembiku

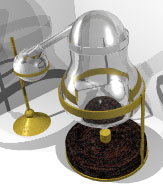
Alembik aparatura vizualizace

Alembik (arabsky الأنبيق (al-anbīḳ), řecky ἄμβιξ (ambix), „pohár, číše“) je starodávné destilační zařízení sestávající ze dvou nádob spojených trubkou. Bylo zhotovené z kovu, například z mědi, nebo ze skla. Používalo se v alchymii nebo také v produkci alkoholických nápojů.
Tuto destilační aparaturu tvoří zmíněné dvě nádoby – vařák a nádoba na jímání destilátu, které jsou propojeny trubkou. Právě hlava aparatury čili tato nálevkovitá trubka, sloužící jako chladič ke kondenzaci par těkavějších látek, byla původně nazývána alembikem.
V současnosti název alembik označuje celou aparaturu, používanou hlavně k destilaci alkoholických nápojů, jako je whisky, koňak, calvados atd.